# Guy de Luget
Guy Julien Ernest Delage de Luget (La Rochelle, 2 de febrero de 1884-Montigny-lès-Metz, 22 de septiembre de 1961) fue un deportista francés que compitió en esgrima, especialista en la modalidad de florete. Participó en los Juegos Olímpicos de París 1924, obteniendo una medalla de oro en la prueba por equipos.

## Palmarés internacional
| Juegos Olímpicos | Juegos Olímpicos | Juegos Olímpicos | Juegos Olímpicos    |
| Año              | Lugar            | Medalla          | Prueba              |
| ---------------- | ---------------- | ---------------- | ------------------- |
| 1924             | París (Francia)  | Medalla de oro   | Florete por equipos |